# Луций Тилий Цимбер
Луций Тилий Цимбер (на латински: Lucius Tillius Cimber; Tullius Cimber) е римски сенатор през 1 век пр.н.е. и един от заговорниците против Гай Юлий Цезар
Вероятно е син на Луций, който е почетен през 62 пр.н.е. в Делфи. Той първо е привърженик на Цезар и вероятно е претор през 45 пр.н.е. по времето на диктатурата на Цезар. Следващата година е проконсул на провинция Витиния и Понт. Той помолил от Цезар помилването на заточения си брат и дръпал тогата от рамото на Цезар. Това било знак за другите заговорници.
След атентата на 15 март 44 пр.н.е. той отива в своята провинция Витиния и Понт и събира войска и флота. Следващата година оперира с флотата и войската си (с командир Децим Турулий) против Публий Корнелий Долабела.
През 42 пр.н.е. командва войските на Цезаровите убийци и има успехи против войските на триумвирите с командири Луций Децидий Сакса и Гай Норбан Флак в Македония. Участва в битката при Филипи, която завършва със загубата на цезаровите убийци. След това няма сведения за него.